# Krasak (Teras)
Krasak is een bestuurslaag in het regentschap Boyolali van de provincie Midden-Java, Indonesië. Krasak telt 2260 inwoners (volkstelling 2010).